# Paweł Franczak
Paweł Franczak (Nysa, 7 oktober 1991) is een Pools voormalig wielrenner.

## Carrière
In 2014 werd Franczak achter Bartłomiej Matysiak tweede op het nationaal wegkampioenschap.

## Overwinningen
2013
4e etappe Carpathian Couriers Race
2014
Beker van de Subkarpaten
2015
Puntenklassement Szlakiem Grodów Piastowskich
2016
1e etappe Koers van de Olympische Solidariteit
Puntenklassement Koers van de Olympische Solidariteit
Memoriał Henryka Łasaka
2019
Eindklassement Belgrado-Banjaluka
Visegrad 4 Bicycle Race-GP Hungary
1e en 3e etappe Bałtyk-Karkonosze-Tour

## Ploegen
- 2013 –  Team Wibatech-Brzeg
- 2014 –  ActiveJet Team
- 2015 –  ActiveJet Team
- 2016 –  Verva ActiveJet Pro Cycling Team
- 2017 –  Team Hurom (vanaf 4-4)
- 2018 –  CCC Sprandi Polkowice
- 2019 –  Voster ATS Team
- 2020 –  Voster ATS Team
- 2021 –  Voster ATS Team

Bernas · Bodnar · Brylowski · Dąbkowski · Ezquerra · Franczak · González · Gradek · Mickiewicz · Muntaner · Owsian · Podlaski
Aniołkowski · A.Banaszek · N.Banaszek · Bernas · Bodnar · Charucki · Cieślik · Franczak · Gradek · Hník · Koch · Podlaski · Polnický · Simón · Stachowiak · Staniszewski
Aniołkowski · P. Franczak · W. Franczak · Gutek · Latoń · Matysiak · Migdał · Piaskowy · Sypytkowski · Tomasiak · Warchoł · Sławek (stagiair)
Antunes · Banaszek · Bernas · Brożyna · Cieślik · Franczak · Gradek · Koch · Kump · Kurek · Małecki · Owsian · Paluta · Pluciński · Sajnok · Schlegel · Sisr · Stosz · Taciak · Tratnik